# Schweiz-Lotwurz
Die Schweiz-Lotwurz (Onosma helvetica), auch Schweizer Lotwurz genannt, ist eine Pflanzenart aus der Gattung der Lotwurzen (Onosma) in der Familie der Raublattgewächse (Boraginaceae).

## Beschreibung

### Vegetative Merkmale
Die Schweiz-Lotwurz ist eine ausdauernde krautige Pflanze. Sie bildet meist nicht-blühende Blattrosetten und einige blütentragende Stängel aus. Letztere erreichen Wuchshöhen von 20 bis 50 Zentimetern, sind unverzweigt oder an der Spitze bis zu sechsmal verzweigt und fein sowie mit 2 bis 3 Millimeter langen Borsten behaart. Meist sind die Borsten sternförmig und mit etwa 0,1 Millimeter langen Strahlen versehen. Die unteren Laubblätter sind 30 bis 70 Millimeter lang und (selten nur 2 bis) 4 bis 6 Millimeter breit, langgestreckt spatelförmig und flaumhaarig sowie mit 1,5 bis 2 Millimeter langen und mit 0,1 bis 0,3 Millimeter langen Strahlen sternförmigen Borsten behaart.

### Generative Merkmale
Die Blütenstiele sind 0 bis 2 Millimeter lang. Die Tragblätter sind kürzer als der Kelch.
Die zwittrigen Blüten sind fünfzählig mit doppelter Blütenhülle. Der Blütenkelch ist zur Anthese (selten nur 8 bis) 9 bis 12 Millimeter lang, vergrößert sich an der Frucht auf bis zu 17 Millimeter und ist mit sternförmigen Borsten besetzt. Die Krone ist 18 bis 20 Millimeter lang, blass gelb und spärlich behaart.
Die Teilfrüchte sind etwa 2 bis 4 Millimeter lange, glatte Nüsschen.

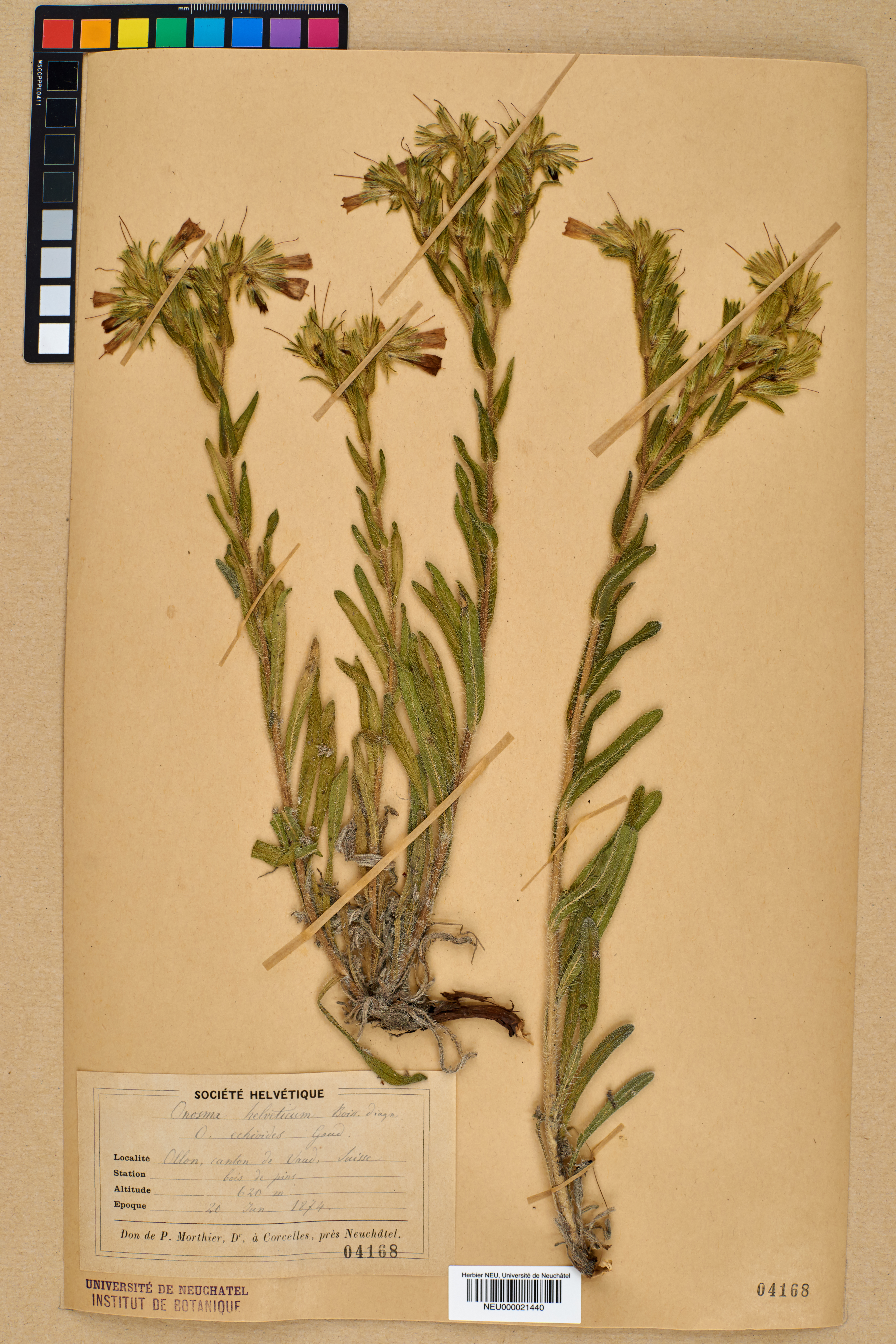
Herbarbeleg

## Vorkommen
Die Schweiz-Lotwurz kommt von Norditalien und Frankreich bis in die Schweiz vor. Die sonst angegebenen Vorkommen in Österreich, in der Slowakei, Rumänien und Nordgriechenland gehören zu Onosma helvetica  subsp. fallax, die als Unterart zur Onosma pseudoarenaria zu stellen ist. Sie ist eine dominante Art in der Gesellschaften des Verbands Inneralpine Felsensteppe (Stipo-Poion), kommt aber auch in Gesellschaften der Verbände Molinio-Pinion und Ononido-Pinion vor.
Die ökologischen Zeigerwerte nach Landolt & al. 2010 sind in der Schweiz: Feuchtezahl F = 1 (sehr trocken), Lichtzahl L = 4 (hell), Reaktionszahl R = 4 (neutral bis basisch), Temperaturzahl T = 4+ (warm-kollin), Nährstoffzahl N = 2 (nährstoffarm), Kontinentalitätszahl K = 5 (kontinental).

## Taxonomie
Die Erstveröffentlichung erfolgte 1846 als Varietät Onosma echioides var. helvetica durch Alphonse Louis Pierre Pyramus de Candolle. Den Rang einer Art Onosma helvetica (A.DC.) Boiss. hat sie 1849 durch Pierre Edmond Boissier erhalten. Weitere Synonyme für Onosma helvetica (A.DC.) Boiss. sind: Onosma vaudensis Gremli, Onosma pennina (Braun-Blanq.) Binz, Onosma arenaria subsp. pennina Braun-Blanq.,Onosma echioides subsp. vaudensis (Gremli) Braun-Blanq., Onosma fastigiata subsp. vaudensis (Gremli) Stroh, Onosma helvetica subsp. vaudensis (Gremli) Breistr., Onosma arenaria subsp. vaudensis (Gremli) Kerguélen.

## Gefährdung
Nach der Roten Liste der Schweiz (2019) gilt die Art als gefährdet.